# Léopold Richaud
Pour les articles homonymes, voir Richaud.
Léopold Richaud est un homme politique français né le 13 novembre 1837 aux Mées (Basses-Alpes) et décédé le 28 mai 1895 à Digne-les-Bains (Basses-Alpes)

## Biographie
Avocat à Digne, il est conseiller d'arrondissement en 1867 et conseiller général de 1871 à 1895. Il est sénateur des Basses-Alpes de 1894 à 1895.